# فشل صغير
فشل صغير Little Failure هو كتاب مذكرات من تأليف الكاتب الأمريكي غاري شتاينغارت، صدر في عام 2014 . 
يقول الكاتب جي روبرت لينون في مقال نقدي في صحيفة الغارديان، أن الكتاب مكتوب في إطار نوبة رعب عانى منها شتاينغارت في عام 1996 بعد رؤية صورة لكنيسة شيسم في محل بيع كتب في مدينة نيويورك. 
وتم الترويج للكتاب بمقطع دعائي مصور ظهر به كل من: رشيدة جونز وجيمس فرانكو وجوناثان فرانزين وأليكس كاربوفسكي .